# Petokraka zvijezda
Petokraka zvijezda (☆) je čest simbol širom svijeta. To je zvijezda s pet krakova iste dužine postavljenim pod kutom 72° između svakog kraka. U slučaju da su kolinearne stranice spojene međusobno tada se radi o pentagramu, koji je smatran mističnim simbolom s magičnom važnošću.
Brojne države na svojim zastavama i grbovima koriste petokraku zvijezdu kao simbol, u raznim bojama.
Zlatna petokraka zvijezda je povezana s vojskom.